# André Namotte
Pour les articles homonymes, voir Namotte.
André Namotte, né à Herstal, le 13 août 1952 est un homme politique belge, membre du PSC, ensuite cdH; en désaccord avec le cdH, il siège depuis 2006 sous la bannière EPH au conseil communal de Herstal.

## Biographie
André Namotte est diplômé en bibliothéconomie ; inspecteur pour la culture de la Communauté française de Belgique (1971-) ; cofondateur de l' asbl La Charlemagn’rie, groupement d'éducation permanente et d'animations socioculturelles ; président de l'asbl Les écoles catholiques de Herstal ; vice-président de la Fédération liégeoise du PSC (1997). 

## Carrière politique
- Membre du CPAS de Herstal (1983-1988)
- Conseiller communal de Herstal[1] (1989-)
  - échevin de la Culture, du Tourisme et du Commerce local (2006-)
- Député wallon (2001-2004) en remplacement de Ghislain Hiance (24 avril 2001)